# جک وایتون
جک وایتون (انگلیسی: Jack Wighton؛ زادهٔ ۴ فوریهٔ ۱۹۹۳) ورزشکار راگبی ۱۳ نفره اهل استرالیا است.